# Elizabeth Carriere
 Elizabeth Anne Carriere – polityk Montserratu. Gubernator od 5 sierpnia 2015 roku.